# Sondhi Limthongkul
Sondhi Limthongkul (in thailandese สนธิ ลิ้มทองกุล, Sonthi Limthongkun; provincia di Sukhothai, 7 novembre 1947) è un politico, imprenditore e attivista thailandese, noto come magnate dell'editoria e della televisione e come fondatore del movimento di destra delle "camicie gialle" Alleanza Popolare per la Democrazia (APD), con il quale contribuì a far cadere due governi legati al suo rivale Thaksin Shinawatra, altro magnate della finanza thailandese. Dopo aver accumulato una grande fortuna negli anni novanta, la crisi finanziaria asiatica del 1996 lo portò alla bancarotta e a condurre una serie di operazioni finanziarie illecite che lo aiutarono a superare la crisi ma per le quali fu in seguito incriminato. Nel 2016 la Corte suprema di Thailandia lo condannò a 20 anni di detenzione per una di quelle operazioni e finì in carcere, dal quale uscì nel 2019 dopo essere stato graziato dal re.

## Biografia

### Magnate dei media
Iniziò la carriera lavorativa come giornalista e in seguito si mise in proprio nel mondo editoriale. Dopo alcune esperienze in questo campo, nel 1990 fondò il quotidiano Phuchatkan Rai Wan ("Quotidiano del manager") che ebbe fortuna nelle vendite e quello stesso anno Sondhi fece quotare in borsa le azioni del neonato Manager Media Group, una holding per le sue pubblicazioni su cui aveva il controllo. Con questo gruppo espanse il raggio dei suoi interessi in altri settori, non solo delle comunicazioni, e all'estero. Fondò anche la televisione satellitare thailandese ASTV e il quotidiano Asia Times.
Costruì la sua fortuna con una serie di aziende registrate a Hong Kong e al paradiso fiscale delle Isole Vergini sulle quali deteneva una piccola parte delle azioni, con la maggioranza in mano alla holding, garantendosi così di pagare poche tasse e un risarcimento minimo in caso di bancarotta. Nel 1996 il suo patrimonio fu stimato in 600 milioni di dollari, viaggiava con un jet privato e si accompagnava alla diva del cinema cinese Gong Li. Proprio quell'anno il suo impero diede i primi segnali di cedimento dovuti alla crisi finanziaria asiatica e in breve tempo molte delle sue aziende andarono in fallimento o rimasero aperte senza lavoro e con molti debiti. Lo stesso Sondhi si trovò gravemente indebitato e nel 2000 fu dichiarato fallito, anche se molti dei suoi patrimoni all'estero rimasero intatti. Dai suoi giornali lanciò aspre critiche contro il governo di Chuan Leekpai del Partito Democratico per il modo in cui gestì la crisi.

### Leader delle camicie gialle anti-Thaksin

#### Proteste del 2005-2006

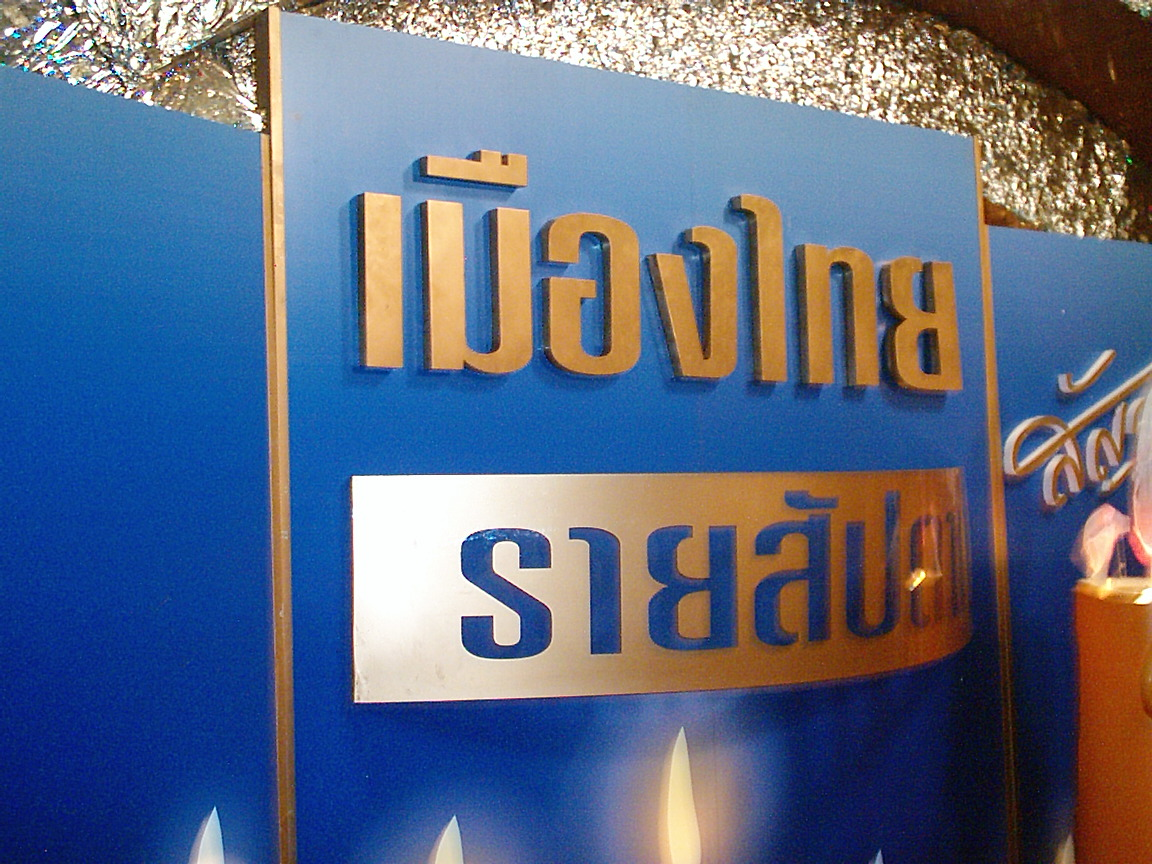
Muangthai Rai Sapda al Parco Lumphini

Sostenne inizialmente con entusiasmo il governo di un altro magnate, Thaksin Shinawatra, che con il suo programma populistico aveva vinto le elezioni politiche del 2001 e aveva quindi iniziato a inserire i propri collaboratori all'interno delle principali istituzioni, grazie ai vantaggi che gli garantiva la democratica Costituzione del 1996. Il nuovo governo assegnò ruoli chiave nell'amministrazione a personaggi della politica e della finanza associati a Sondhi, il cui impero tornò a galla. Uno dei più importanti tra questi personaggi fu Viroj Nuankhair, che dopo le elezioni divenne presidente della Krung Thai Bank, istituto di credito governativo, e in questa nuova veste condonò un debito di circa 40 milioni di dollari che Sondhi aveva con la Krung Thai Bank. Nel 2004 i rapporti tra Thaksin e Sondhi si deteriorarono. Viroj fu costretto a dare le dimissioni e il governo fece chiudere due canali TV legati a Sondhi, il quale iniziò quindi a criticare Thaksin dal suo giornale Manager Daily e dalla sua emittente televisiva ASTV. Particolarmente aspre furono le critiche di Sondhi nella trasmissione settimanale Muangthai Rai Sapda di ASTV, che fu fatta sopprimere dal governo e Sondhi continuò il programma sotto forma di comizi senza copertura televisiva nelle strade della capitale. Ebbe inizio una battaglia legale fra i due e Sondhi si fece promotore di diverse grandi dimostrazioni antigovernative. Nel 2005 fondò il movimento Alleanza Popolare per la Democrazia (APD), caratterizzato dalle camicie gialle indossate dai suoi membri; il giallo era il colore che simbolizzava l'allora sovrano Bhumibol Adulyadej, particolarmente venerato dal popolo thai. Sondhi raccolse adesioni contro il governo tra le comunità monarchiche, unendosi alle critiche secondo le quali Thaksin insultava il re, in alcune aziende di Stato che si opponevano ai piani di privatizzazione del governo e nelle fazioni delle forze armate che accusavano il primo ministro di promuovere solo gli ufficiali a lui favorevoli. Un'importante acquisizione per l'APD fu l'arrivo tra i suoi leader di Chamlong Srimuang, ex sindaco di Bangkok e attivista famoso per aver guidato le proteste popolari contro la dittatura militare nel maggio nero del 1992. Nel gennaio del 2006 Thaksin vendette le sue azioni della Shin Corporation sfruttando un cavillo che gli consentì di non pagare le tasse sulla plusvalenza maturata, il movimento APD si ingrandì ulteriormente chiedendo pubblicamente che quelle tasse fossero pagate, malgrado l'Ufficio delle Entrate non avesse riscontrato alcuna infrazione.

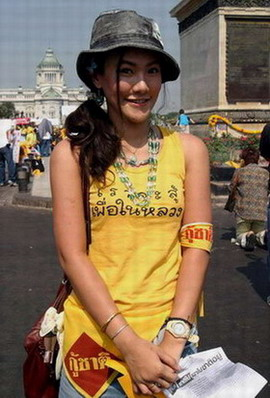
Bangkok, Palazzo Dusit nel febbraio 2006. Una dimostrante indossa una canottiera gialla con lo slogan anti-Thaksin "Lotteremo per il re", in vendita durante i comizi di Sondhi.

Le dimostrazioni si fecero sempre più affollate e accese, in un comizio di fine febbraio un attivista buddhista anti-governativo definì Thaksin un "cane pietoso" e un insegnante augurò che le figlie del primo ministro diventassero "prostitute afflitte da malattie veneree". Il presidente della sezione thailandese di Amnesty International condannò il comportamento dei dimostranti, mentre Sondhi ricevette alcune denunce per aver usato il nome del re a fini personali.
Il grave clima politico creato dalle dimostrazioni costrinse il primo ministro a sciogliere il Parlamento e a fissare nuove elezioni in aprile, che come previsto videro la schiacciante vittoria del partito Thai Rak Thai di Thaksin. Ma le elezioni erano state boicottate dalle opposizioni e vennero annullate dopo un intervento del re per reati commessi dalla Commissione elettorale. L'intervento di Rama IX contro le elezioni fu significativo, pur restando al di fuori delle proteste delle camicie gialle, importanti personaggi particolarmente vicini al monarca come gli ex primi ministri Prem Tinsulanonda e Anand Panyarachun avanzarono aperte dichiarazioni contro il governo. Dal canto loro, Sondhi e le camicie gialle accentuarono nelle loro dimostrazioni la loro riverenza al sovrano, per il quale si stavano preparando in quei giorni le attese celebrazioni per il 60º anniversario sul trono. Nonostante Sondhi fosse stato criticato per aver utilizzato il nome del re per i propri fini politici, i maggiori partiti dell'opposizione vicini alla monarchia fecero scarsa resistenza al suo operato.
In maggio, Sondhi cominciò a sostenere che Thaksin nel 1999 era stato in Finlandia per mettere a punto un piano atto a sovvertire la monarchia thailandese e a creare una repubblica al suo posto, accusa sempre respinta dal primo ministro che diede corso a un'ulteriore denuncia per diffamazione contro il rivale. Le condizioni finanziarie di Sondhi erano nel frattempo tornate ad essere deficitarie, continuò la sua campagna anti-Thaksin alla guida delle camicie gialle ma verso metà estate non ebbe la grande risposta popolare che aveva avuto all'inizio. La situazione politica subì un peggioramento a fine luglio dopo un nuovo intervento del re che fissò nuove elezioni in ottobre, fece denunciare 3 membri della Commissione elettorale e fece trasferire 120 ufficiali dell'esercito che erano vicini al primo ministro. Lo scontro tra le fazioni si fece esasperato e i monarchici sperarono di scoraggiare Thaksin per costringerlo a uscire dalla scena politica, ma questi confermò che si sarebbe presentato alle elezioni alla guida del proprio partito. Militari e polizia intervennero la notte del 19 settembre con un colpo di Stato mentre il primo ministro era a New York per un'assemblea delle Nazioni Unite. Thaksin rimase quindi a vivere in esilio all'estero e annunciò il proprio ritiro dalla politica. Le elezioni furono annullate dalla giunta militare che abrogò la Costituzione, dissolse il Parlamento e vietò le manifestazioni di protesta, fece chiudere o censurare i media, dichiarò la legge marziale e arrestò i membri del governo. L'APD quindi si dissolse annunciando che i suoi obiettivi erano stati raggiunti.
Fu eletto premier il generale in pensione Surayud Chulanont, molto vicino alle posizioni di Prem, e un tribunale nominato dalla giunta dissolse Thai Rak Thai e inibì alla politica per 5 anni 111 dei suoi membri. Fu emanata una nuova Costituzione che limitò il potere del governo e aumentò quello giudiziario, quello del Senato, metà del quale non veniva più nominato dagli elettori, e quello dell'esercito, che vide anche un aumento del proprio budget. Furono fissate nuove elezioni per il dicembre 2007. Le camicie gialle si dichiararono in favore del colpo di Stato e Sondhi intraprese un viaggio negli Stati Uniti e nel Regno Unito per celebrare la caduta di Thaksin con i sostenitori dell'APD all'estero e per raccogliere fondi in proprio favore, sostenendo di aver speso 420 milioni di baht del proprio capitale per finanziare le proteste. In seguito diede vita all'organizzazione no profit Yam Fau Paendin per raccogliere altri fondi destinati a finanziare le proprie attività relative al dopo Thaksin. Nei primi mesi del 2007, la giunta militare al potere lo invitò a tenere un programma televisivo nell'emittente di Stato Channel 11 in cui commentò la situazione politica. Nei mesi che seguirono il golpe cominciò comunque a criticare i militari, accusandoli di non fare abbastanza per reprimere le proteste dei sostenitori di Thaksin, e alla guida di un nuovo gruppo confermò la sua devozione alla monarchia.

#### Proteste del 2008

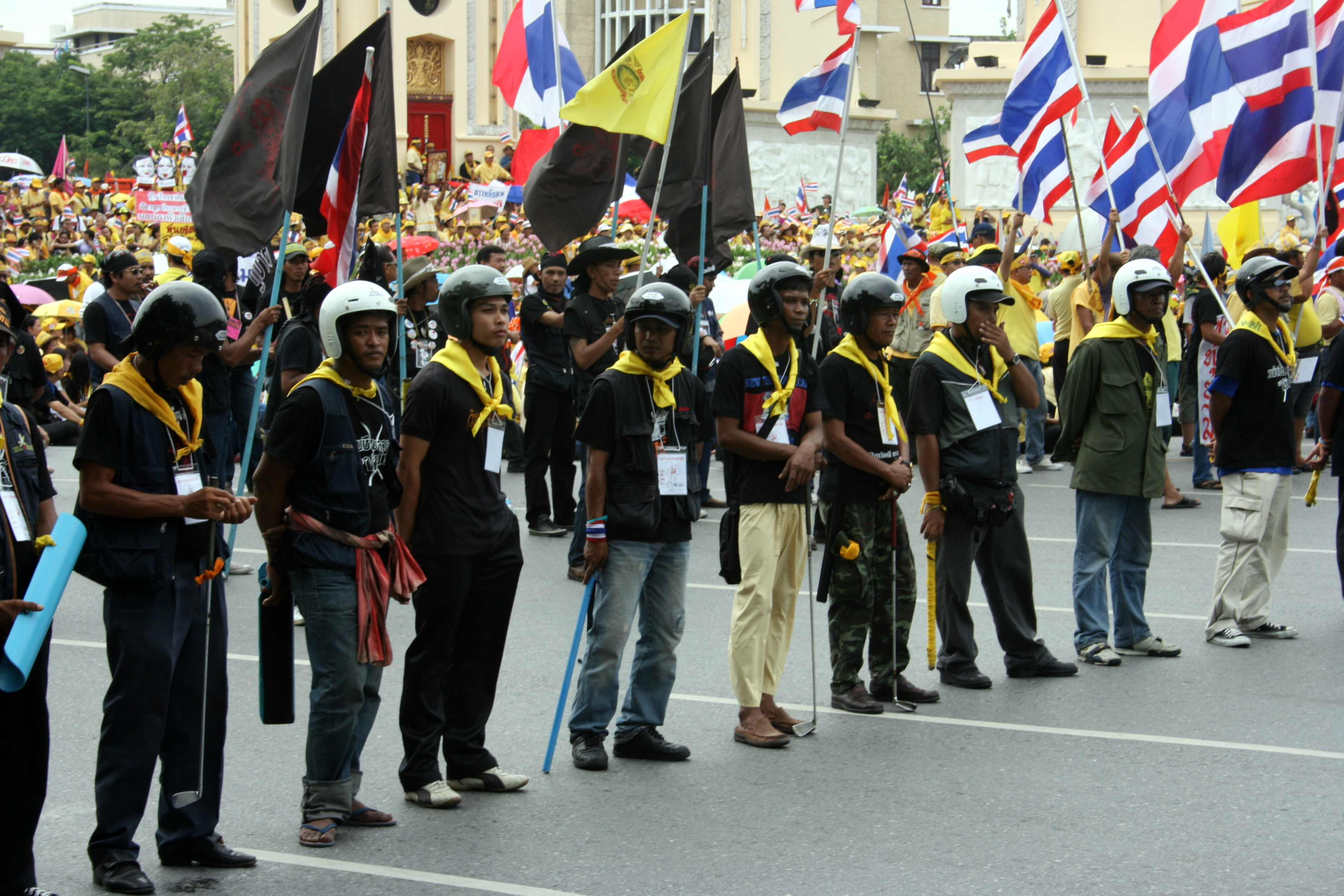
Dimostranti della APD il 2 luglio 2008 a Bangkok

Nel periodo tra il colpo di Stato e le elezioni fu fatto un lavoro capillare per distruggere il potere di Thaksin e fu quindi una sorpresa la vittoria nelle consultazioni di dicembre della coalizione guidata dal Partito del Potere Popolare (PPP), in cui figuravano molti ex aderenti del disciolto Thai Rak Thai. Fu eletto primo ministro Samak Sundaravej, i cui programmi furono ben presto ostacolati da magistratura e alcune agenzie statali controllate dall'esercito. Fu nominata una commissione per investigare sulle elezioni che nel giro di un mese denunciò per brogli elettorali diversi deputati del PPP. Dopo che il governo propose di cambiare la nuova Costituzione dei militari, nel maggio del 2008 gli aderenti all'Alleanza Popolare per la Democrazia tornarono a manifestare con veemenza nelle piazze, accusando il governo di voler favorire il ritorno dall'esilio di Thaksin e di aver ottenuto concessioni d'affari dai cambogiani, dopo aver loro ceduto i territori contesi del Tempio Preah Vihear. Le proteste furono guidate dal giornale di Sondhi Limthongkul, che ricevette dure critiche per la sua intransigenza anche in Thailandia. La campagna anti-governativa portò alle dimissioni del ministro degli Esteri alla fine di giugno. Nuove proteste furono suscitate dalla sentenza di tre anni di detenzione per la moglie di Thaksin con l'accusa di evasione fiscale. Il 25 agosto un tribunale dispose il sequestro di 2 milioni di dollari dal patrimonio dell'ex premier, scatenando la reazione delle opposizioni. Durante tutto il periodo di crisi rimasero sostanzialmente impunite le azioni violente di cui si resero responsabili i membri dell'APD, che una volta fermati dalle forze dell'ordine venivano scagionati o rilasciati su cauzione e potevano tornare in prima linea nelle dimostrazioni.

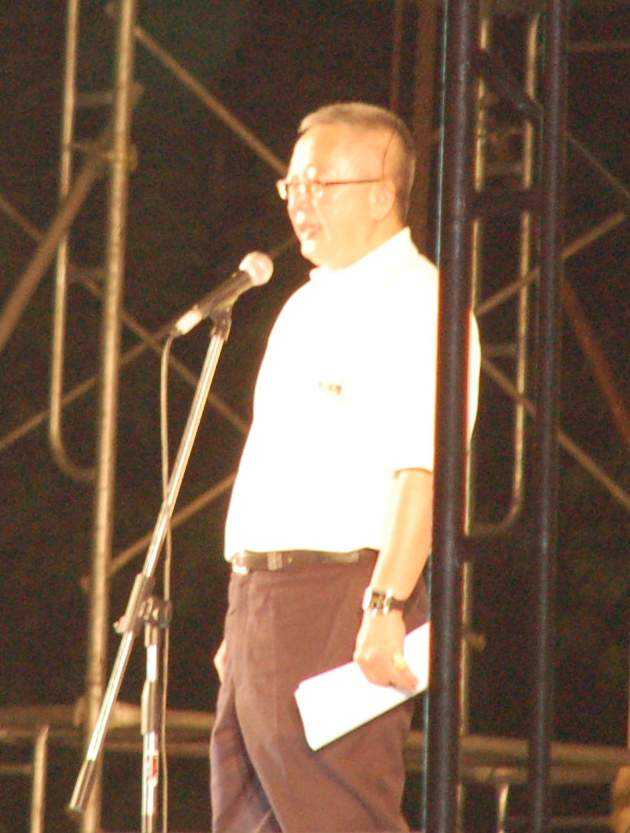
Sondhi arringa le camicie gialle l'11 luglio 2008

La crisi si aggravò il 26 agosto quando le camicie gialle dell'APD occuparono il terreno su cui sorge il palazzo di governo, costringendo il primo ministro a non utilizzarlo. Altri gruppi attaccarono la sede dell'emittente televisiva National Broadcasting Services of Thailand, gli uffici di tre ministri, e bloccarono alcune delle maggiori arterie stradali della capitale. Il primo ministro Samak rifiutò di dimettersi ma scelse di non usare la violenza contro i manifestanti, che occuparono il palazzo di governo senza incontrare resistenza. Il 29 agosto il sindacato dei ferrovieri vicino alla APD mise in atto uno sciopero che fece annullare diversi trasporti su treni. Altri dimostranti APD bloccarono gli aeroporti di Hat Yai, Phuket e Krabi, che furono riaperti tra il 30 e il 31. Il sindacato degli statali minacciò scioperi degli addetti alle forniture di acqua, energia elettrica, trasporti pubblici e comunicazioni, nonché degli ufficiali di polizia e degli uffici governativi. Nel frattempo cominciarono a riunirsi nella centrale piazza Sanam Luang le camicie rosse filo-governative del Fronte Unito per la Democrazia contro la Dittatura (FUDD), sostenitori di Thaksin e del governo.
A inizio settembre vi furono i primi scontri tra le camicie rosse del FUDD e quelle gialle dell'APD con il bilancio di un morto e 43 feriti. Il primo ministro Samak dichiarò lo stato di emergenza per Bangkok il mattino dopo, il 14 settembre il governo revocò lo stato di emergenza e i divieti imposti in quei giorni. Il 9 settembre la Corte costituzionale dichiarò il primo ministro Samak colpevole di conflitto d'interessi e dispose la sua rimozione dall'ufficio. Il 17 settembre fu nominato premier Somchai Wongsawat, vice-primo ministro di Samak e cognato di Thaksin, che sconfisse nel ballottaggio il leader delle opposizioni Abhisit Vejjajiva del Partito Democratico. A fine mese fu spiccato un mandato di arresto per Thaksin e la moglie, che si erano rifugiati nel Regno Unito. Il 7 ottobre i dimostranti dell'APD circondarono il Parlamento e impedirono alla legislatura di riunirsi per presenziare al discorso con cui Somchai Wongsawat avrebbe presentato i suoi programmi. Negli scontri che seguirono, la polizia usò gas lacrimogeno e sparò sui manifestanti, causando due morti e oltre 100 feriti.
Il 21 ottobre, la Corte suprema riconobbe Thaksin colpevole di conflitto d'interessi e gli comminò la pena di due anni di reclusione. Il 25 novembre i dimostranti dell'APD diedero inizio all'occuparzione degli aeroporti Suvarnabhumi e Don Mueang di Bangkok. Costrinsero le compagnie aeree a cancellare buona parte dei voli o a spostarli su altri scali. Già il primo giorno migliaia di passeggeri si trovarono bloccati in aeroporto e centinaia di voli furono annullati. Il blocco degli scali fu considerato un gravissimo danno all'economia e al prestigio della Thailandia. Poche ore dopo il blocco di Suvarnabhumi, la Corte costituzionale annunciò l'imminente processo per lo scioglimento dei partiti di governo coinvolti nei presunti brogli elettorali, sollecitando la consegna di prove al riguardo entro le ore successive. Il primo ministro dichiarò lo stato d'emergenza senza ottenere risultati. Il 2 dicembre 2008 giunse la sentenza della Corte costituzionale che riconobbe fondate le accuse di frode elettorale sostenute dalla Commissione elettorale; sciolse i partiti della coalizione Partito del Potere Popolare, Nazione Thai e Matchima, e revocò i diritti politici di altri 109 dei loro parlamentari, infliggendogli l'interdizione dalla politica per 5 anni. Le camicie gialle avevano ottenuto il loro scopo, posero fine al blocco degli aeroporti e dopo qualche giorno liberarono anche il palazzo governativo. Per le azioni dell'APD, la polizia spiccò mandati di arresto contro Sondhi e altri 8 leader del gruppo con l'accusa di insurrezione, cospirazione, assemblea illegale e rifiuto di obbedire all'ordine di disperdersi.
Il Partito Popolare si ricostituì subito con i deputati non interdetti nel nuovo partito Pheu Thai (Per i thai), che avrebbe potuto avere ancora la maggioranza in Parlamento con gli altri partiti della coalizione non sciolti. La Camera di Commercio e le forze armate appoggiarono invece il governo guidato dal conservatore Partito Democratico (PD), che trasse vantaggio dalla defezione di molti membri della vecchia coalizione di governo, alcuni dei quali furono convinti dall'esercito, i quali si unirono alla coalizione del PD. Il 17 dicembre fu eletto primo ministro il leader del PD Abhisit Vejjajiva senza aver ricorso a nuove elezioni popolari. Questi eventi furono ritenuti anti-costituzionali dai sostenitori di Thaksin, che iniziarono a dimostrare per ottenere nuove elezioni. Nell'aprile del 2009, le camicie rosse occuparono l'edificio dove si stava svolgendo il summit del Paesi dell'ASEAN a Pattaya; la clamorosa azione provocò l'annullamento del summit e fu seguita da altre grandi dimostrazioni a Bangkok.

#### Attentato contro Sondhi
Quello stesso mese Sondhi fu vittima di un grave attentato in una stazione di servizio a Bangkok, nel quale furono sparati contro la sua auto circa 100 colpi con fucili d'assalto M16 e AK-47. Rimase gravemenete ferito da alcune schegge di proiettile che gli si conficcarono in testa, ma rimase vigile e fu trasportato d'urgenza in ospedale dove venne operato subito. L'intervento riuscì e non si riuscì a scoprire chi fossero gli attentatori e i mandanti. Il figlio di Sondhi e il portavoce del PAD sostennero che l'attentato potrebbe essere stato organizzato da una fazione dell'esercito o della polizia. A proposito dell'attentato, Sondhi disse che il motivo poteva essere legato al fatto che aveva rivelato i segreti di una dama di corte vicina a re Bhumibol. Il comandante in capo dell'esercito Anupong Paochinda ammise che proiettili trovati nel luogo dell'attentato erano in dotazione a una divisione di fanteria dell'esercito di stanza a Bangkok. Il ministro degli esteri ed ex attivista del PAD Kasit Piromya sostenne invece che ci fosse Thaksin dietro il tentato omicidio di Sondhi. Thaksin negò di essere coinvolto e dichiarò che a suo parere l'attentato era stato organizzato dall'élite al potere e che Sondhi era stato il primo caso del tentativo di eliminare quelli che sapevano troppo della cospirazione in atto contro lo stesso Thaksin.

#### Leader del Partito delle Nuove Politiche
Il 7 ottobre 2009 Sondhi fu designato leader del Partito delle Nuove Politiche (PNP), furono inoltre eletti i 25 dirigenti dall'assemblea tenutasi alla presenza di 2 300 membri del partito al Thunderdome stadium di Muang Thong Thani. Annunciò che il PNP avrebbe portato avanti gli ideali dell'APD, della quale il partito sarebbe stato uno strumento. Tra i programmi del partito vi fu la riforma del Parlamento con un sistema che avrebbe previsto il 30% dei suoi membri eletti dal popolo e il 70% da organizzazioni padronali, sindacati e gruppi di advocacy. Nel 2011 vi fu una spaccatura nel partito; Sondhi e la maggioranza dell'APD fecero pressione per boicottare le imminenti elezioni e uscirono dal partito quando il gruppo che faceva riferimento a Somsak Kosaisuuk confermò di volere invece presentarsi al voto.

#### Elezioni del 2011 e confluenza delle camicie gialle nel Movimento del 2013

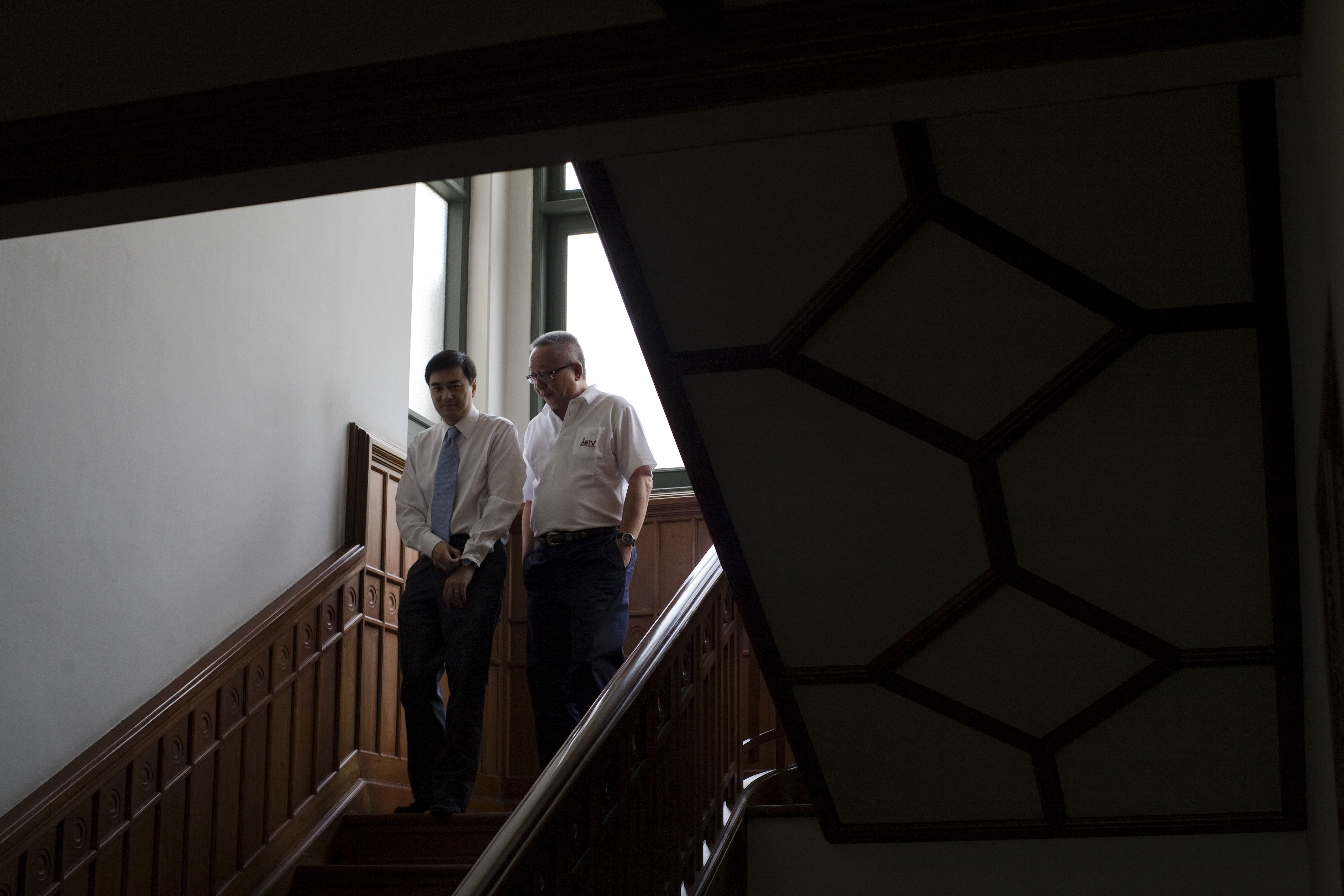
Sondhi e il primo ministro Abhisit Vejjajiva nel settembre 2010

Le dimostrazioni delle camicie rosse pro-Thaksin del Fronte Unito per la Democrazia contro la Dittatura per avere nuove elezioni si fecero sempre più imponenti e raggiunsero il culmine nell'aprile e maggio 2010 con gli scontri tra dimostranti e forze dell'ordine in cui persero la vita 91 persone. Le camicie gialle non poterono fare niente per evitare queste dimostrazioni, mentre il governo fu costretto a fissare nuove elezioni per il luglio del 2011. Dopo gli scontri del 2010, Sondhi riportò in piazza le camicie gialle contro il governo per spingerlo a considerare la possibilità di un'eventuale guerra con la Cmbogia per risolvere la disputa relativa al tempio di Preah Vihear situato al confine tra i due Stati. In questo periodo Sondhi rafforzò il legame con la monarchia avvicinandosi alle posizioni della regina Sirikit. La vittoria nelle elezioni del 2011 del partito Pheu Thai guidato da Yingluck Shinawatra, che sosteneva gli ideali del fratello Thaksin e che fu eletta primo ministro, segnò un nuovo periodo di crisi finanziaria per Sondhi, costretto a interrompere le trasmissioni televisive della sua rete ASTV e a trasmetterle invece in radio e su internet per non essere riuscito a ripianare i debiti per l'uso del satellite. Fu riportata la notizia che Thaksin gli avesse offerto di porre fine alle dispute e che tale offerta fosse stata rifiutata da Sondhi.
Le prime grande dimostrazioni contro il governo di Yingluck si ebbero nel novembre 2013, dopo che qualche giorno prima era stato presentato in Parlamento un progetto di legge che avrebbe garantito un'amnistia di cui avrebbe potuto usufruire anche Thaksin. La reazione dei conservatori fu immediata con una serie di grandi dimostrazioni e la paralisi di diverse aree della capitale che portarono al colpo di Stato del 2014 con cui fu imposta una nuova dittatura militare. L'APD non prese parte alle proteste in prima persona, ma le sue camicie gialle si frammentarono in diversi gruppi che confluirono assieme ad altri gruppi nel Comitato Popolare di Riforma Democratica (CPRD) guidato dal fuoriuscito del Partito Democratico ed ex vice-primo ministro Suthep Thaugsuban. Il principale gruppo degli ex membri dell'APD prese il nome "Movimento popolare per rovesciare il regime di Thaksin", del quale fece parte l'ex sindaco di Bangkok Chamlong Srimuang. Sondhi, che era stato condannato nel 2012 a 20 anni di carcere ed era in libertà su cauzione in attesa che il suo caso venisse esaminato dalla Corte suprema, non entrò in nessuno di questi gruppi, ma dalle sue emittenti invitò i thailandesi a unirsi alle dimostrazioni.

### Problemi giudiziari e carcere
Nel febbraio del 2012, la Corte criminale di Bangkok aveva riconosciuto Sondhi colpevole di aver falsificato nel 1997 dei documenti grazie ai quali una delle sue aziende ottenne un prestito di 1,08 miliardi di baht dalla Khrung Thai Bank. La condanna fu di 20 anni di carcere ma fece ricorso e venne liberato dopo aver pagato una cauzione. Il 6 settembre 2016 la Corte suprema di Thailandia confermò la condanna e Sondhi entrò in carcere in via definitiva. Nel 2019 ottenne la grazia da re Rama X e venne rimesso in libertà il 4 settembre 2019.
Il 1º ottobre del 2013 la Corte d'appello lo riconobbe colpevole del reato di lesa maestà per aver riportato durante un comizio del 2008 un commento di un dimostrante. Il comizio di Sondhi era andato in onda via satellite su ASTV e si poté vederlo in tutto il mondo, contribuendo a rendere pubblica l'offesa alla monarchia. Fu condannato a tre anni, ma si era difeso dicendo che la sua intenzione era di far arrestare il responsabile; gli furono quindi riconosciute le attenuanti con una diminuzione di un terzo della pena e lasciandolo libero su cauzione. Il 10 febbraio 2017 il verdetto della Corte suprema fu di assoluzione riconoscendo che non c'era la volontà di offendere la monarchia.